# Bitwa pod Lützen (1632)
Bitwa pod Lützen – jedna z największych bitew wojny trzydziestoletniej, stoczona 16 listopada 1632 pod Lützen pomiędzy wojskami szwedzkimi pod dowództwem Gustawa II Adolfa i habsburskimi pod dowództwem Albrechta von Wallensteina.

## Przed bitwą
W roku 1632 wojska Ligi Katolickiej pod dowództwem Wallensteina skierowały się w rejony Saksonii. W ślad za nimi ruszyły wojska Gustawa Adolfa, pragnącego zapobiec połączeniu się wojsk cesarskich. Koło Naumburg (Saale) Gustaw oszańcował swoje oddziały w oczekiwaniu na przeciwnika. Po otrzymaniu informacji iż Wallenstein wysłał swoje oddziały, dowodzone przez Gottfrieda Heinricha von Pappenheima, w kierunku Halle i Lützen, 15 listopada Gustaw podjął natychmiastową decyzję pościgu za wrogiem na północ. Doszło do dwugodzinnej walki z cesarskimi siłami dowodzonymi przez generała Rudolfa Colloredo, który bronił brodu na rzece Rippach pod Weisenfell. Walka ta zaalarmowała Wallensteina, który zorientował się w sytuacji, w nocy na 16 listopada ogniem dział wezwał rozproszone oddziały i nakazał Pappenheimowi powrót. Następnie ustawił oddziały wzdłuż biegnącego parowem traktu i strumienia Flossgraben. Umocnił także stojący na jego prawym skrzydle zamek i miasto wraz z pobliskim wzgórzem, umieszczając tam muszkieterów i większość dział. Cały front wojsk cesarskich, które uszykowane zostały do rana, zwrócony został na południe.
Centrum tworzyły cztery czworoboki, natomiast jazda rozlokowała się na wzgórzach – prawe skrzydło w okolicach Lützen dowodzone przez Henryka von Holka oraz lewe pod dowództwem Matthiasa Gallasa. Rankiem 16 listopada Szwedzi rozpoczęli wymarsz z miejscowości Rippach w kierunku wojsk cesarskich. Armia szwedzka składała się z dwóch części, w skład każdej z nich wchodziła piechota oraz jazda. Ogółem siły szwedzkie liczyły około 19 tysięcy ludzi, wojska cesarskie bez sił Pappenheima (który po przybyciu miał zająć lewe skrzydło wojsk cesarskich) liczyły 15 tys. żołnierzy (plus 3 tys. Pappenheima). Po rozeznaniu się w sytuacji Gustaw nakazał swojej armii zmianę frontu na lewo, wobec czego jego prawe skrzydło dostało się pod ogień artylerii nieprzyjaciela ostrzeliwującego kolumny szwedzkie znajdujące się na drodze. Dopiero około godziny 11 zalegająca okolicę mgła uniosła się, umożliwiając Gustawowi Adolfowi atak na pozycje Wallensteina.

## Bitwa
Główne uderzenie Gustaw zamierzał przeprowadzić siłami prawego skrzydła, nad którym osobiście objął dowodzenie. Celem króla było wypchnięcie przeciwnika z Lipska. Atak skupionej na prawym skrzydle jazdy szwedzkiej z łatwością przebił się przez słabe lewe skrzydło Wallensteina, przecinając połączenie sił cesarskich z Lipskiem. 
W centrum i na prawym skrzydle cesarskim rozgorzały najcięższe walki, w trakcie których wojska cesarskie stopniowo ustępowały Szwedom pola. W trakcie walki nadciągnęła od strony Lipska jazda Pappenheima, która z miejsca uderzyła na zwycięskie prawe skrzydło Szwedów. Szwedzi zostali zepchnięci na lipski trakt, jednak Pappenheim został śmiertelnie ranny. Śmierć Pappenheima wywołała wśród sił cesarskich zamieszanie, które Szwedzi wykorzystali i ponownie oskrzydlili centrum cesarskie, jednak gęsta mgła ponownie przerwała ich natarcie. Na lewym skrzydle szwedzkim wojska Bernarda Weimarskiego wykrwawiły się w bezskutecznych atakach na Lützen, aż w końcu zaczęły się cofać z powodu kontruderzenia Wallensteina. W tej sytuacji Gustaw Adolf ruszył Bernardowi Weimarskiemu z pomocą na czele regimentu piechoty.
Kolejne wzmocnienie armia cesarska otrzymała od Octavia Piccolominiego, który na czele dwóch regimentów włączył się do walki. Wyłaniające się z mgły nowe regimenty całkowicie zaskoczyły Gustawa, który − trafiony przypadkową kulą w pierś − odjechał na tyły; około godziny 14 spadł z konia. Śmierci króla początkowo nie zauważono, walka toczyła się dalej. Szwedzi zwolna ustępowali cesarskim, zanosiło się na klęskę. W tym momencie książę Bernard Weimarski krzyknął: „Szwedzi! Oni zabili wam króla! Pomścijcie go!” i ruszył do szarży. Wojsko poszło za nim i biło się zaciekle aż do zapadnięcia zmierzchu, zdobywając około godziny 16 Lützen wraz z cesarskimi bateriami. Pod wieczór Bernardowi udało się w końcu zmusić do odwrotu wojska cesarskie, których odwrót zamienił się w chaotyczną ucieczkę. Na placu boju broniła się jedynie piechota, jednak i ta, na rozkaz kontuzjowanego w bitwie Wallensteina, przerwała walkę. Wallenstein nakazał piechocie zabitego Pappenheima osłaniać swój odwrót w kierunku Lipska. Odchodząc, wojska cesarskie pozostawiły na placu boju wszystkie działa i kilka tysięcy zabitych (około 3 tys. poległych). 
Po odnalezieniu ciała króla Szwedzi (około 3400 zabitych, 1600 rannych i zaginionych) rozbili obóz, po czym 17 listopada zawrócili w kierunku Weißenfels. Starcie, choć zakończyło się sukcesem Szwedów, było dla nich pyrrusowym zwycięstwem ze względu na śmierć króla i ogromne straty.